# Associação Banda Musical de Rio Mau
A Associação Banda Musical de Rio Mau é uma banda filarmónica portuguesa. A sede da banda situa-se na freguesia Rio Mau. A banda tem origem do esforço do Padre Manuel Tavares de Sousa que no ano de 1906 cria o primeiro grupo coral constituído por raparigas Riomauenses.
Nos arraiais ou em salas de concertos, a banda executa obras como "Finale To Symphony Nº 1 - MAHLER, Gustav", "La Divina Comédia (L'Inferno) - FIORENZO, C. San",peças a solo como "La Virgen de la Macarena"entre outras.
A associação possui uma escola de música, um grupo coral e duas orquestras para os mais jovens.

## Discografia
- Ritmos de Samba
- DVD"Musicais"